# Four by The Beatles
Four by Beatles è un EP dei Beatles pubblicato solamente in America nel 1964.

## Tracce
Lato A
1. Roll Over Beethoven (Berry) - 2:45
2. All My Loving (Lennon-McCartney)- 2:08

Lato B
1. This Boy (Lennon-McCartney) - 2:15
2. Please Mister Postman (Holland-Bateman-Garret-Dobbis-Gorman) - 2:34[1]

## Formazione
- John Lennon: voce a This Boy e Please Mister Postman, battimani a Roll Over Beethoven, chitarra ritmica acustica a This Boy, chitarra ritmica
- Paul McCartney: voce a All My Loving e This Boy, battimani a Roll Over Beethoven, cori, basso elettrico
- George Harrison: voce e battimani a Roll Over Beethoven, cori, chitarra solista
- Ringo Starr: battimani a Roll Over Beethoven, batteria[2][3][4][5]